# Casearia minutiflora
Casearia minutiflora är en videväxtart som beskrevs av Henry Nicholas Ridley. Casearia minutiflora ingår i släktet Casearia och familjen videväxter. Inga underarter finns listade i Catalogue of Life.